# Barbara Maciąg
Barbara Maciąg (ur. 18 lipca 1930 w Dobrzejowicach, zm. 9 września 2017) – polska szybowniczka.

## Życiorys
Córka Józefa i Zofii z domu Tabor. Z szybownictwem związana była od 1948 r., kiedy rozpoczęła szkolenie szybowcowe na szybowisku Góra Osowa koło Częstochowy. W 1951 r. została pierwszą kobietą w Polsce i drugą na świecie, która zdobyła Złotą Odznakę Szybowcową. Od 1952 r. była instruktorem szybownictwa, a następnie jako magister polonistyki pracowała w oświacie jako nauczyciel w szkole podstawowej w Jeżowie Sudeckim oraz w I Liceum Ogólnokształcącym im. Stefana Żeromskiego w Jeleniej Górze. 29 maja 1953 r. pobiła na szybowcu IS-2 Mucha, krajowy rekord kobiecy przelotu pokonując dystans 543 km (wystartowała w Grudziądzu i po przekroczeniu granicy wylądowała na terytorium ZSRR). W 1956 r. na szybowcu SZD-8 Jaskółka ustanowiła nowy rekord świata, a w 1961 r., za przewyższenie 6150 m w locie falowym w Jeleniej Górze, uzyskała trzeci diament do złotej odznaki szybowcowej. W 1962 r. zyskała tytuł Mistrza Sportu, a w 1986 r. została wyróżniona Odznaką Zasłużonego Działacza Lotnictwa Sportowego. Zmarła 9 września 2017 r. i została pochowana na cmentarzu w Jeżowie Sudeckim.